# Neoeklektikus építészet Magyarországon
Magyarországi neoeklektikus (újeklektikus) építészet vagy „két világháború közötti historizmus” néven ismert az első- és a második világháború közötti időszak, az úgynevezett Horthy-kor eklektikus (historizáló) törekvéseket követő, hivatalos, konzervatív építészete. Az „új” jelző használata azért indokolt, hogy megkülönböztesse a korábbi, késő eklektikus stílustól a kor építészetét. A stílusra olykor neobarokk, olykor újhistorizmus, újklasszicizálás néven is utalnak, ez azonban csak részben fedi a stílus tartalmát, mert a korszak terverzői – akárcsak a korábbi eklektika idején – szívesen használták fel más történeti stílusok (pl. román, gótikus stb.) jellemzőit is épületeik kialakításakor.

## Fogalma, előzményei

### Az eklektika/historizmus (az 1910-es évekig)
Az eklektika/historizmus a 19. század második felének uralkodó európai építészeti irányzata volt, fő jellemzője a korábbi történeti építészeti stílusokból (pl. román, gótikus, reneszánsz, barokk, klasszicizmus stb.) való válogatás saját épületei esetén. Elsősorban két alirányzata ismert kisebb csoportokkal:
- a tulajdonképpeni historizmus (történetiség), az úgynevezett „neo(új)stílusok”, azaz egy-egy történeti stílus utánzása egy-egy épületen (pl. neoromán, neobarokk, neogótikus épületek stb.)
- az eklektika (válogatás), egy épületen több korábbi történeti stílus jellemzőinek felhasználása (azaz a neostílusok keveréses)

A historizáló építészet túlélte a századfordulót, ekkor azonban már kénytelen volt megosztozni uralkodó szerepében az újabb, szecessziós, népies, illetve az art déco (egyfajta korai modern) stílusban épült alkotásokkal. A hagyományos historizmus végét az első világháború idejéhez kötik. (Egyes kézikönyvek ezt a historizmust fejlődése szerint korai-, érett-, és késő historizmusra, ld. alább a táblázatban.)
Az 1920 előtti historizmus magyarországi fejlődéséről:

### A neoeklektika/neohistorizmus fogalma története (1920-as, 1930-as évek)
Az első világháború (1914–1918) után az újító stílusok háttérbe szorultak (a szecesszió tulajdonképpen meg is szűnt), és – az európai tendenciáktól eltérően – visszatért a konzervatív állam (Horthy-kor) támogatását élvező eklektika. Ennek hátterében (főleg a neobarokk építészet esetén) a következők állhattak:
„Az első világháborút lezáró igazságtalan békeszerződést és annak körülményeit – természetesen – hatalmas tragédiaként élte meg az ország lakossága, és ezt a tragédiát nagyon hamar a török uralomhoz kezdték hasonlítani, a megcsonkított ország helyreállítását pedig a törökök kiűzése utáni újjáépítés párhuzamaként fogták fel. Az újjáépítés stílusa a 17. században a barokk volt, így természetes választásnak tűnt a 20. században a neobarokk stílus alkalmazása. Ráadásul az egész népet átitatta egyfajta nosztalgia az Osztrák-Magyar Monarchia és az uralkodó Habsburg-család iránt, kikhez szintén több szálon kötődik a barokk stílus. A két világháború közötti magyar társadalomra, azon belül is az erősödő polgárságra jellemző volt az arisztokrácia iránti tisztelet és az előkelők életvitelének utánzása. Így nemcsak a nemesi előnevek és „méltóságos" megszólítások, de a neobarokk stílusú lakóházak is megszaporodtak.”
A historizmus visszatérésnek másik oka lehetett, hogy a lakásínség miatt sok, régibb stílusú épület elkerülte a lebontást, és felújításuk során jelentős számukkal hatást gyakorolhattak a kortárs építészeti törekvésekre.
Ezt az új historizmust azonban az építészeti szakkönyvek általában elkülönítik a korábbi („régi”) historizáló törekvésektől, és neo(új)eklektikus vagy „két világháború közötti historizmus” fogalommal hivatkoznak rá. Az újeklektikára olykor neobarokk, vagy újklasszicizálás néven is utalnak, ez azonban megtévesztő lehet abból a szempontból, hogy a barokk és a klasszicizáló formák mellett más történeti stílusok (pl. román, gótikus stb.) elemeinek felhasználása is felbukkan a korszakban.
Talán az első ilyen „neoeklektikus” épület az el(technikai és anyaghasználati szempontbólső világhábúrú végére elkészült Haditermény Rt. Reiss Zoltán által tervezett hatalmas székháza volt (1918). Ezt követően neoeklekticizmus jellemezte elsősorban a nagyszámú lakásépítkezések épületei (ld. pl. az Liber Endre-féle fővárosi kislakásépítési programot), de számos középület is ilyen stílusban épült. A neoeklektika nagy szerepet játszott az épületek mellett sok első világháborús emlékmű tervezésénél is.
A stílus körülbelül 1940-ig létezett, és számos középület esetén kizárólag az eklektikát elfogadó építészek kaptak megbízást. A (technikai és anyaghasználati szempontból) modern, funkcionalista törekvések a Bauhaushoz kapcsolódóan az 1920-as évek végétől jelentek meg, (képviselői pl. Molnár Farkas, Kozma Lajos), és az 1930-as évekre kezdtek elterjedni a modern, vagy kevert, modern–eklektikus „hibrid” épületek (pl. Wälder Gyula-féle Madách téri bérház). A Horthy-korszak végére a stílus fokozatosan eltűnt.

### Az eklektika/historizmus alkorszakai összefoglalva
A könnyebb áttekinthetőség végett a historizmus magyarországi korszakait az alábbi táblázat mutatja be:
| Név                                      | Időszak                                        | Jellemzők / alternatív név | Megjegyzés |
| ---------------------------------------- | ---------------------------------------------- | --- | --- |
| korai eklektikus / historizáló építészet | kb. 1830–1860 (Magyarországon: 1867–1890)      | „romantikus historizmus”, Magyarországon fogalma egybeesik a romantikus építészettel                                                                       | {\displaystyle {\Bigg \}}} az első három korszakot szokták összefoglalóan eklektikus / historizáló építészetnek nevezni |
| érett eklektikus / historizáló építészet | kb. 1860–1880 (Magyarországon: 1890–1900)      | Magyarországon innentől számítják a historizmust / eklektikát                                                                                              | {\displaystyle {\Bigg \}}} az első három korszakot szokták összefoglalóan eklektikus / historizáló építészetnek nevezni |
| késő eklektikus / historizáló építészet  | kb. 1880/1895–1920 (Magyarországon: 1900–1918) | „késő historizmus”, nagy szabadság a stílushasználatban, keverésben, „egyéni eklekticizmus” + monumentalitásra törekvés + olykor keveredés a szecesszióval | {\displaystyle {\Bigg \}}} az első három korszakot szokták összefoglalóan eklektikus / historizáló építészetnek nevezni |
| újeklektikus / újhistorizáló építészet   | kb. 1920–1940                                  | stílustisztaság, egyszerűsítés, „újklasszicizálás” | |

Egyes megközelítések a késő- és az újeklektikus korszak közé beillesztenek 1905-től egy úgynevezett „redukált” stílust is, amelynek az egyszerűsítés volt a lényege. Ez mintegy az újeklekticizmus előfutára volt.

## Értékelése
A második világháború utáni, modern–szocialista szemléletű építészettörténeti szakirodalom általában elutasító a 19. századi historizmussal kapcsolatban, amelyet önállótlan, pusztán történeti stílusokat másoló stílusnak tart. Fokozottan érvényes a kritikája – a Horthy-kor „neobarokk” társadalmához hasonlóan – a két világháború közötti historizáló irányzatokkal szemben, amelyeket már egyértelműen a modern áramlatokkal szembenő, retrográd vonalaknak tart (a modern európai építészet fejlődéséhez képest). Példaként említhető a korszakban működő, 80-nál több épületet tervező Fábián Gáspár esete, akiről a magyar építészettörténet minimális mértékben szólt. A 21. századi kutatások kezdték a stílusra irányítani a figyelmet:
„A korabeli közfelfogás által legtöbbre értékelt, a magyar államiság hajdani dicsőségét reprezentáló középkori városok és épületek döntő többsége a határon túlra került, ezért a magyar építészek és építtetők egyfajta küldetésnek tekintették, hogy ezeket a történeti értékeket valahogy pótolják. Ez a folyamat eleve historizálással, a hagyományos építészeti formák felelevenítésével és újrateremtésével járt. A harmincas években, noha fokozatosan előtérbe került a modern, funkcionális építészet, annak művelői a konzervatív táborhoz képest kisebbséget alkottak. Az egyházi építészetben ráadásul óhatatlanul nehezebben jelent meg a modernizmus, hiszen a hitéletben nem történt funkcióváltás, ami közvetlenül indokolta volna a „kornak megfelelő” templomok építését. Ezeket a körülményeket figyelembe véve, a két világháború közti Magyarország építészetének kutatásakor érdemes minden jellemző építőművészeti jelenséget megvizsgálni.”

## Alstílusai
Ahogy a korábbi eklektika, úgy a neoeklektika is egyes alstílusokra bomlott, amelyek megegyeztek az eklektika alstílusaival:
- neoromán historizmus
- neogót historizmus
- neoreneszánsz historizmus
- neobarokk historizmus
- neoklasszicista historizmus
- eklektika (vegyes neostílusok)

## Épülettípusok
A neoeklektikus stílust elsősorban a következő épületfajtáknál használták:
- palotaépületek
- bérházak
- szállodák
- iskolák
- vásárcsarnokok
- templomok
- zsinagógák
- vasútállomások

## Az utolsó neoeklektikus magyar épületek
Legalább két épületről kivételként ismert, hogy jóval a stílus lehanyatlása (1930-as évek) után készültek el teljes egészében. A Bory várnak az építése húzódott el az 1960-as évekig, a Hültl-féle irodaháznak pedig a kivitelezése nem történt meg annak idején.

### Bory vár
Bory Jenő 1923-ban kezdte el építeni neoromán stílusú mesterséges várát, az úgynevezett Bory-várat. Az építkezés – a Horthy-korszakon jóval túlnyúlva – Bory Jenő 1959-es haláláig nem szünetelt. Csak a tervező halála után 5 évvel, 1964-ben sikerült az épületet befejezni. (Érdekesség, hogy az épület a Guinness Rekordok Könyvébe is bekerült, mint az egyetlen személy által emelt legnagyobb épület.)

### Szabad György Irodaház
Érdekesség, hogy valószínűleg az utolsó ilyen épület az úgynevezett Szabad György Irodaház. Az épület terveit még 1928-ban készítette el Hültl Dezső 4 szomszédos telekre, azonban akkor nem valósult meg, csak a Nádor utcával szomszédos és a mellette fekvő telek épült be. 1973-ban a megmaradt területre egy későmodern irodaház épült, de már természetesen nem Hültl tervei szerint. Ezt 2016–2017-ben elbontották, és 2019-re végül mégis felépítették a Hültl-féle épületet Szabad György Irodaház néven.

## Részleges neoeklektika
Volt rá példa, hogy egy korábbi „normál” eklektikus épületre az 1920-as években emeleteket emeltek eklektikus stílusban. Ilyenkor az épület alsó része eklektikus, felső része neoeklektikusnak minősül:
- Keleti-bérház, Budapest, Szent István körút 30., épült: 1887, tervezte: Paulheim József – a 4. és 5. emelete utólag, 1927-ben épült rá Sós Aladár és Jakab Dezső tervei alapján.[28]
- Magyar Reménység Református Templom (Salétrom utcai református templom, 1085 Budapest, Salétrom u. 5.) – 1927-ben Almási Balogh Loránd tervei szerint alakították át templommá a Kölber kocsigyár egyik raktárépületét[29]
- a Dohány utcai zsinagóga (épült: 1854–1859, tervezte: Ludwig Förster) oldalsó épülete (Kultúrház, ma: Zsidó Múzeum) az eredetihez hasonló formában (neomór stílusban), de 1931-ben épült[30]

## Képtár

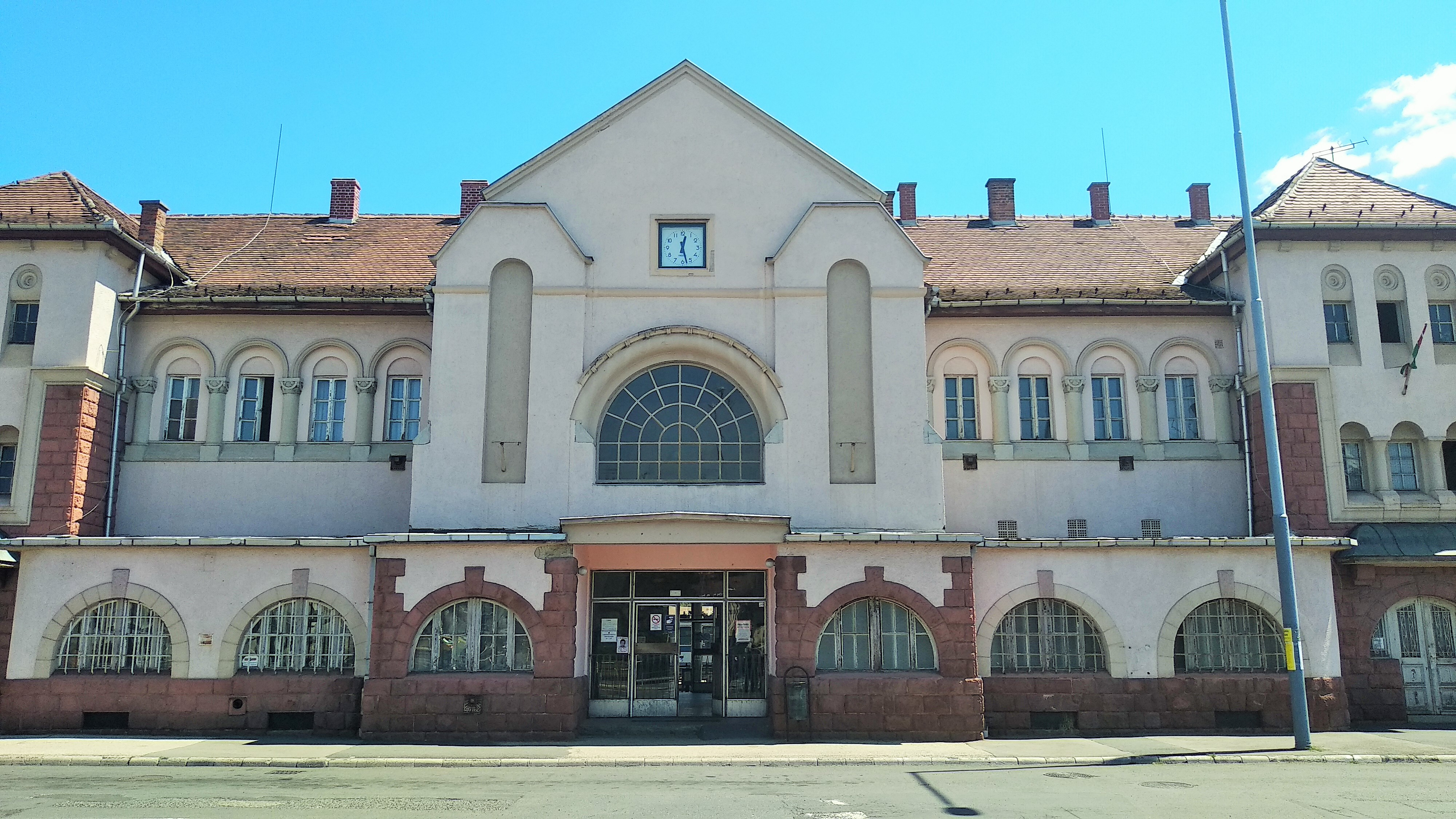
Zalaegerszeg vasútállomás
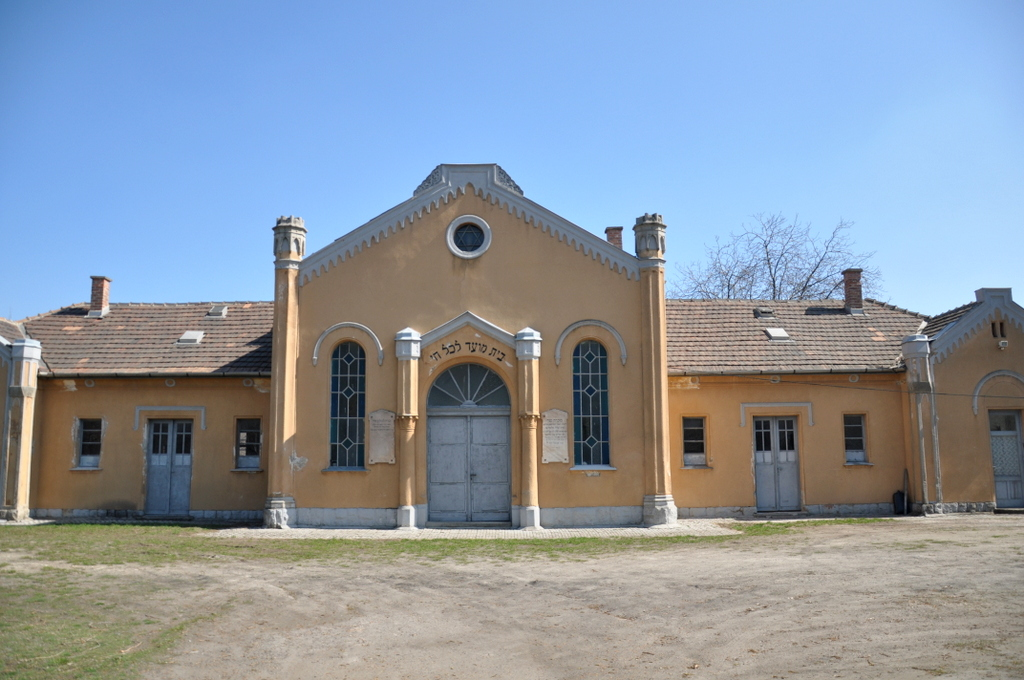
A Gránátos utcai izraelita temető ravatalozóépülete
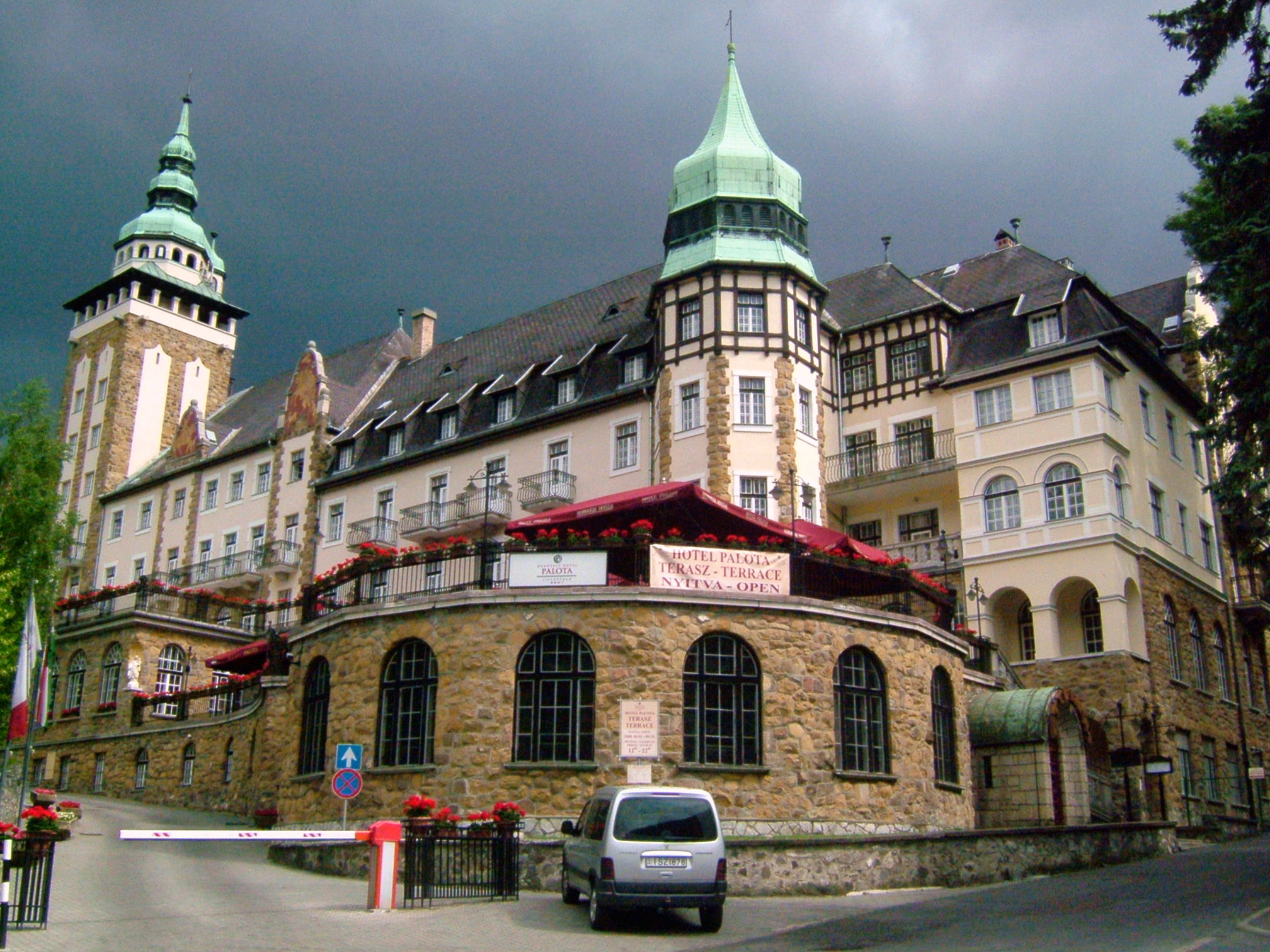
Palotaszálló, Lillafüred
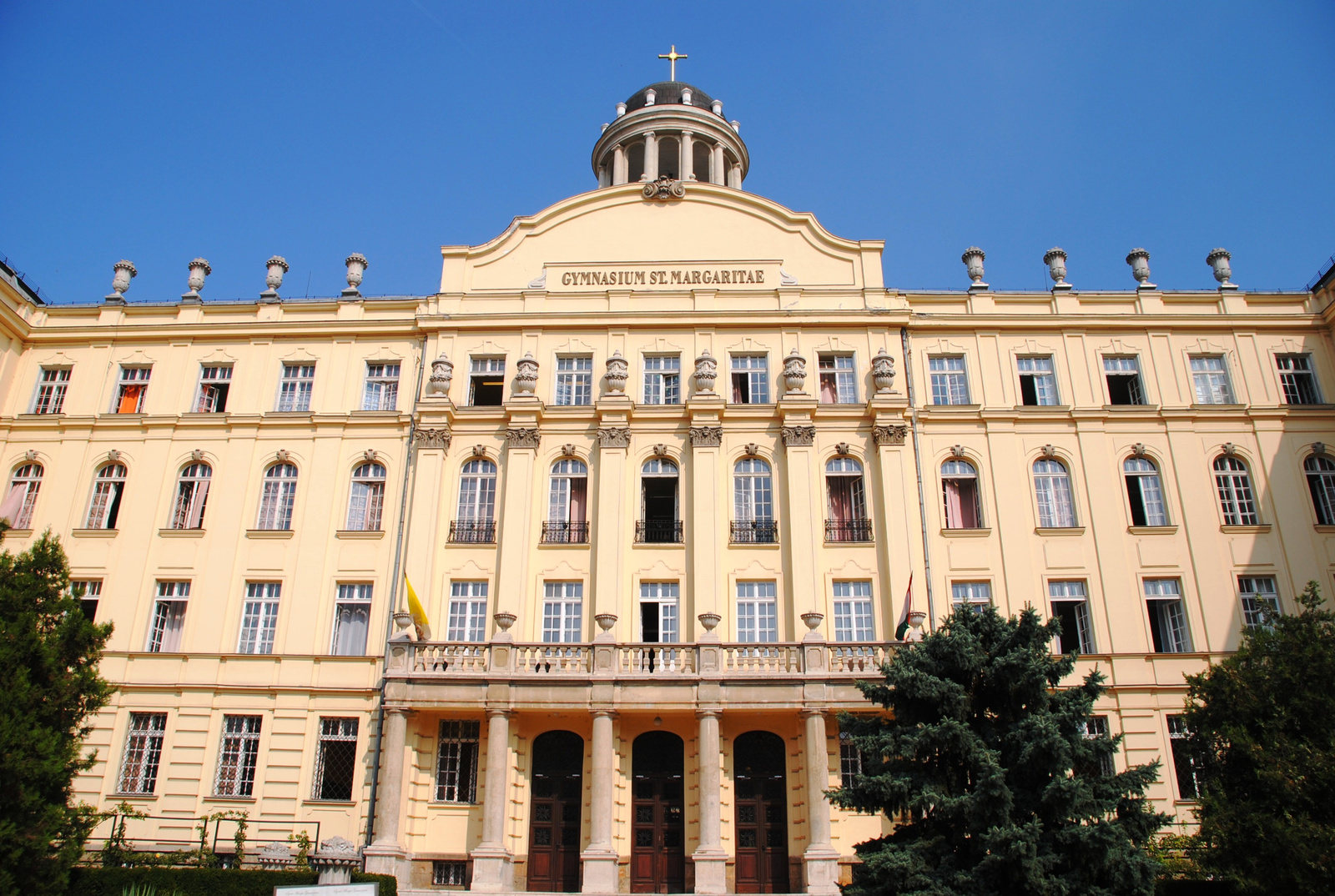
Szent Margit Gimnázium, Budapest
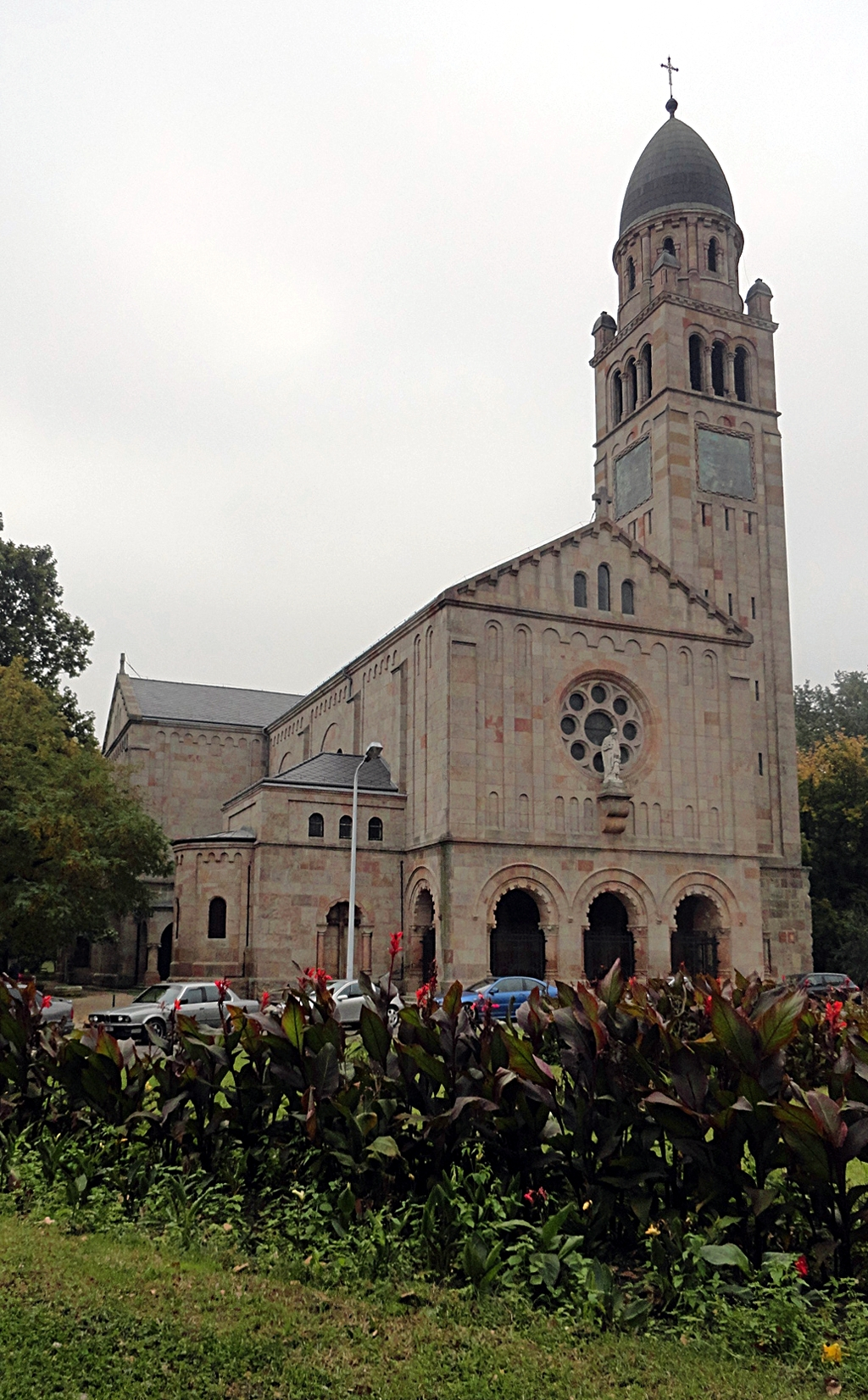
Páli Szent Vince-plébániatemplom, Budapest
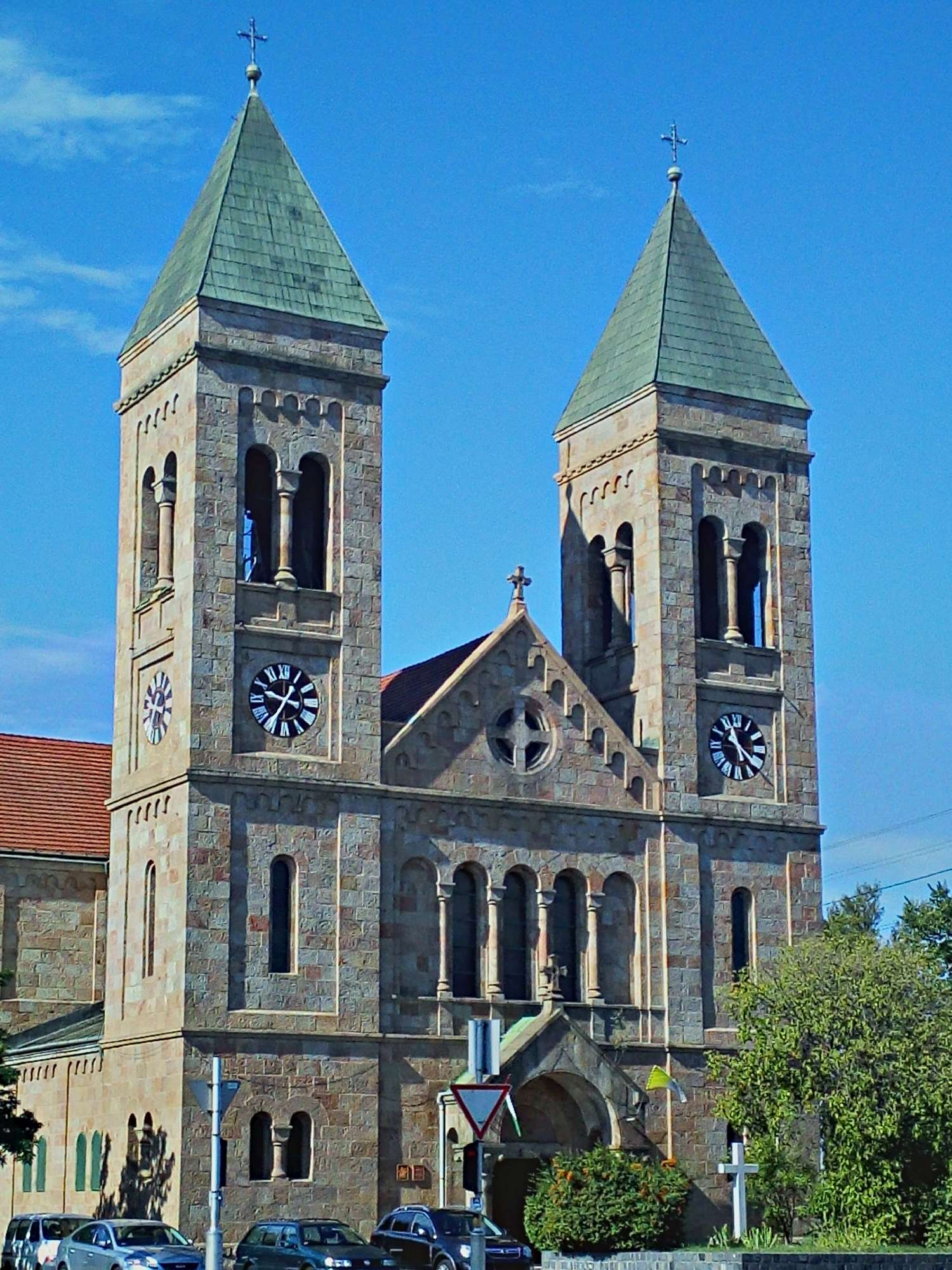
Szent Kereszt-templom, Budapest
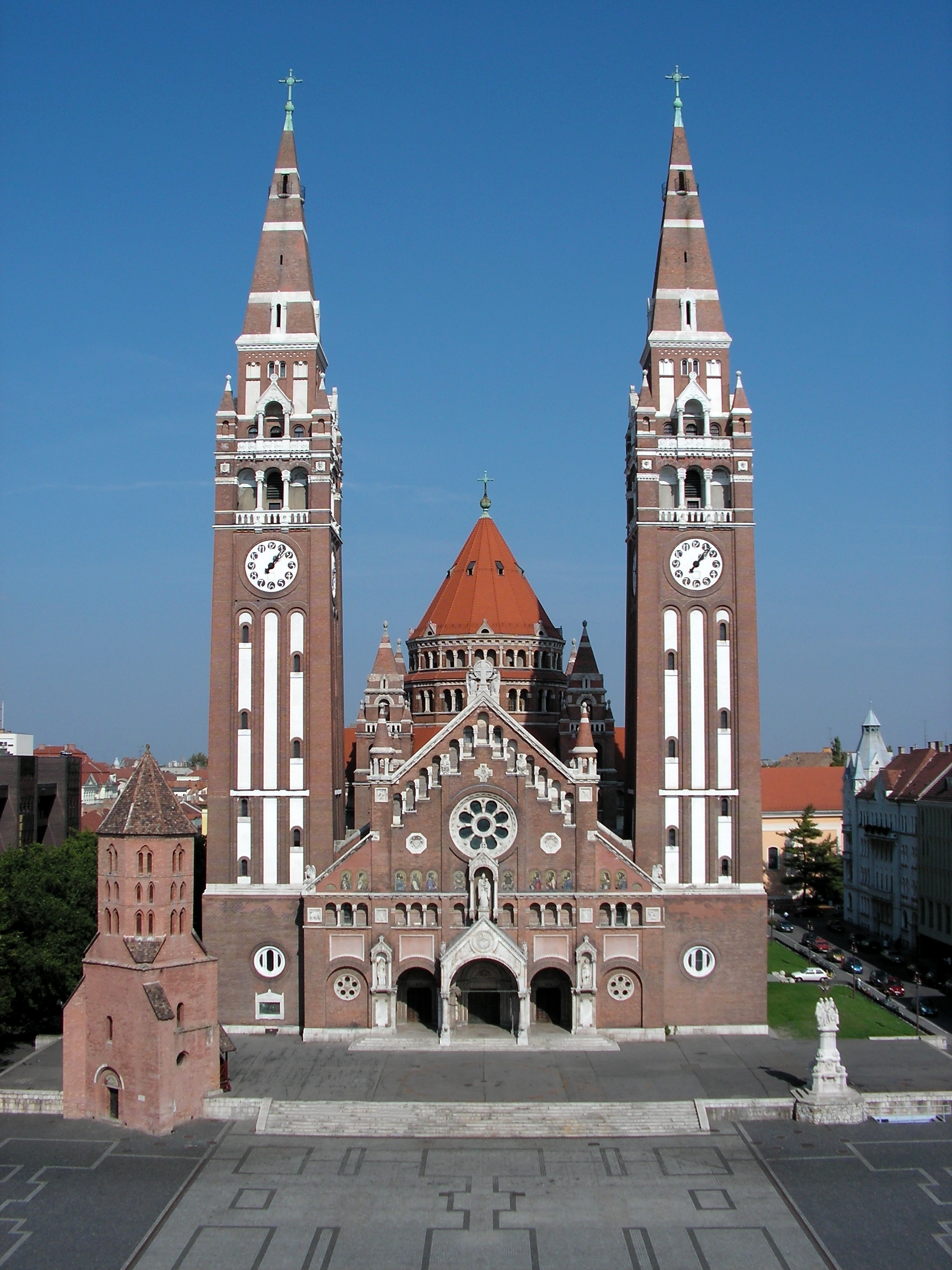
Fogadalmi templom, Szeged
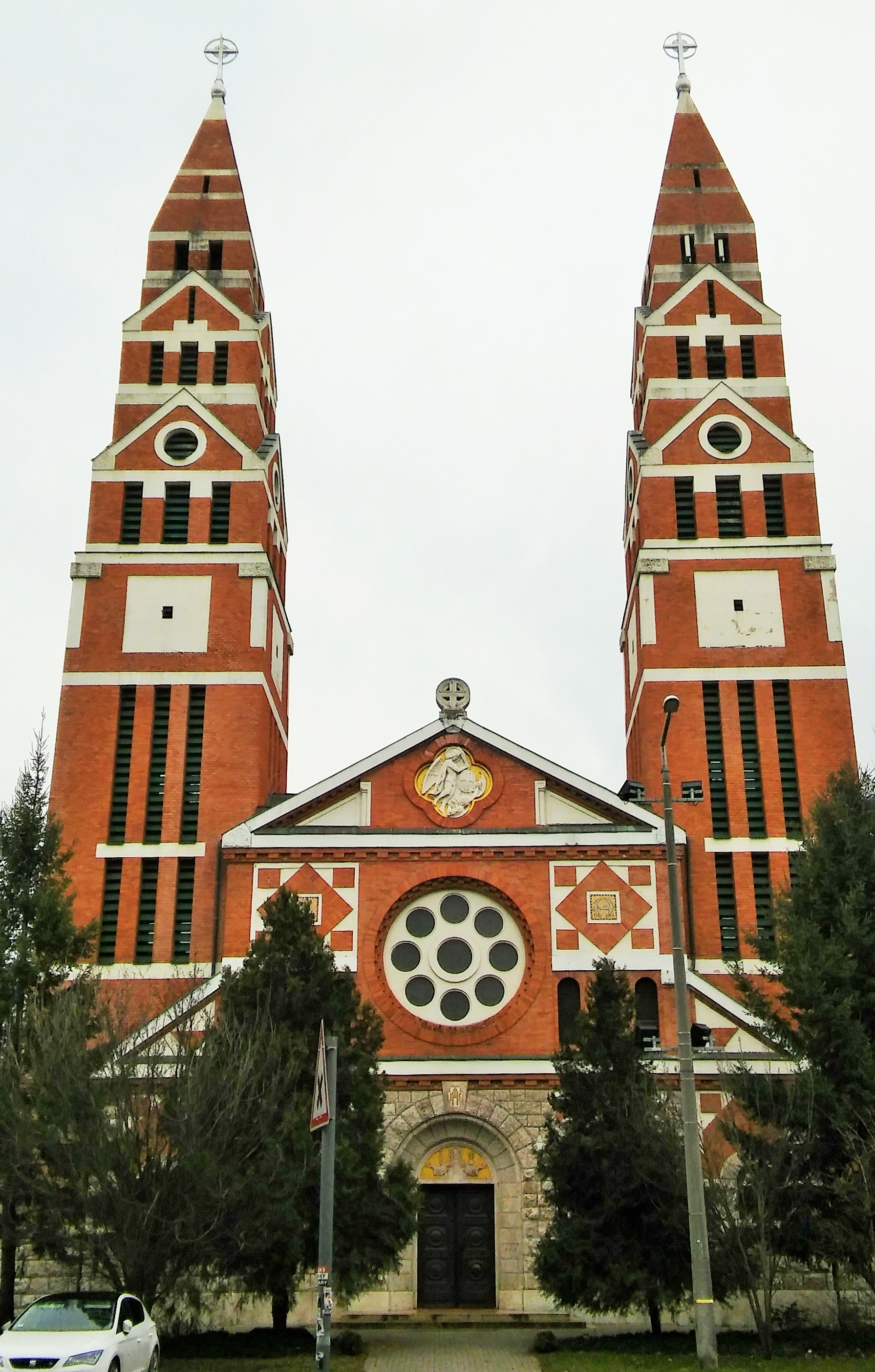
Angyalföldi Szent Mihály-templom, Budapest
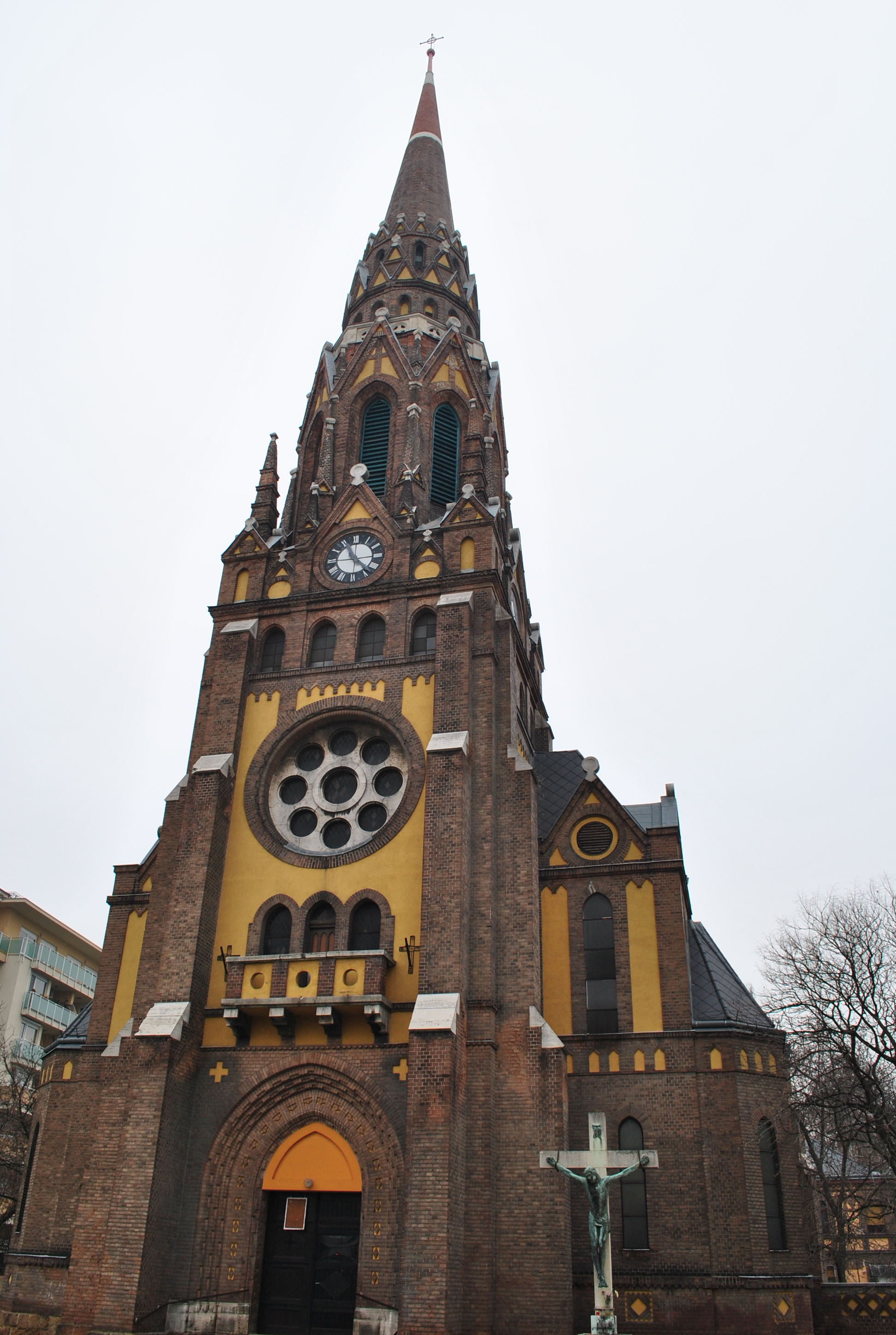
Angyalföldi Szent László-templom, Budapest
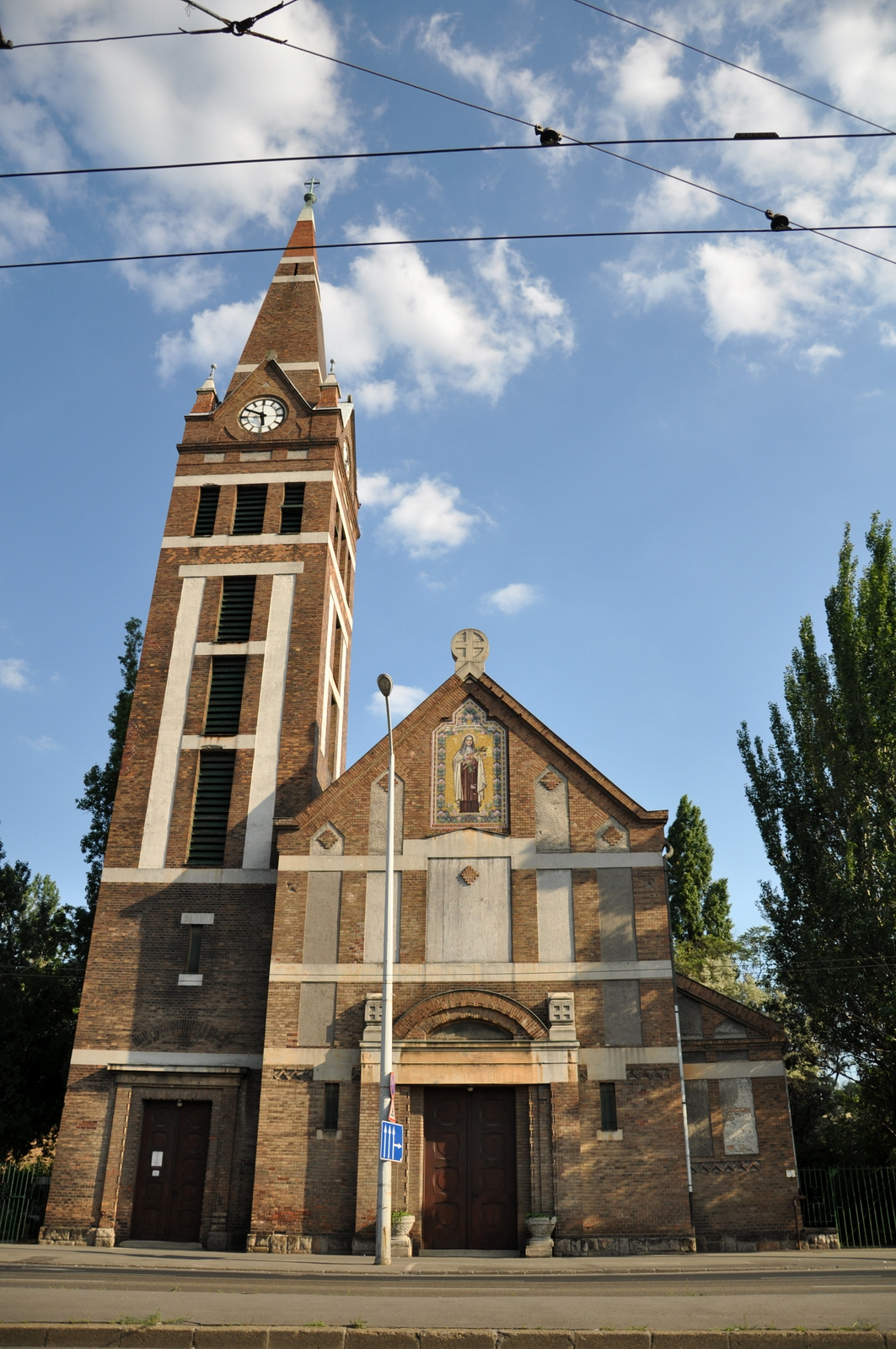
Lisieux-i Szent Teréz-templom, Budapest
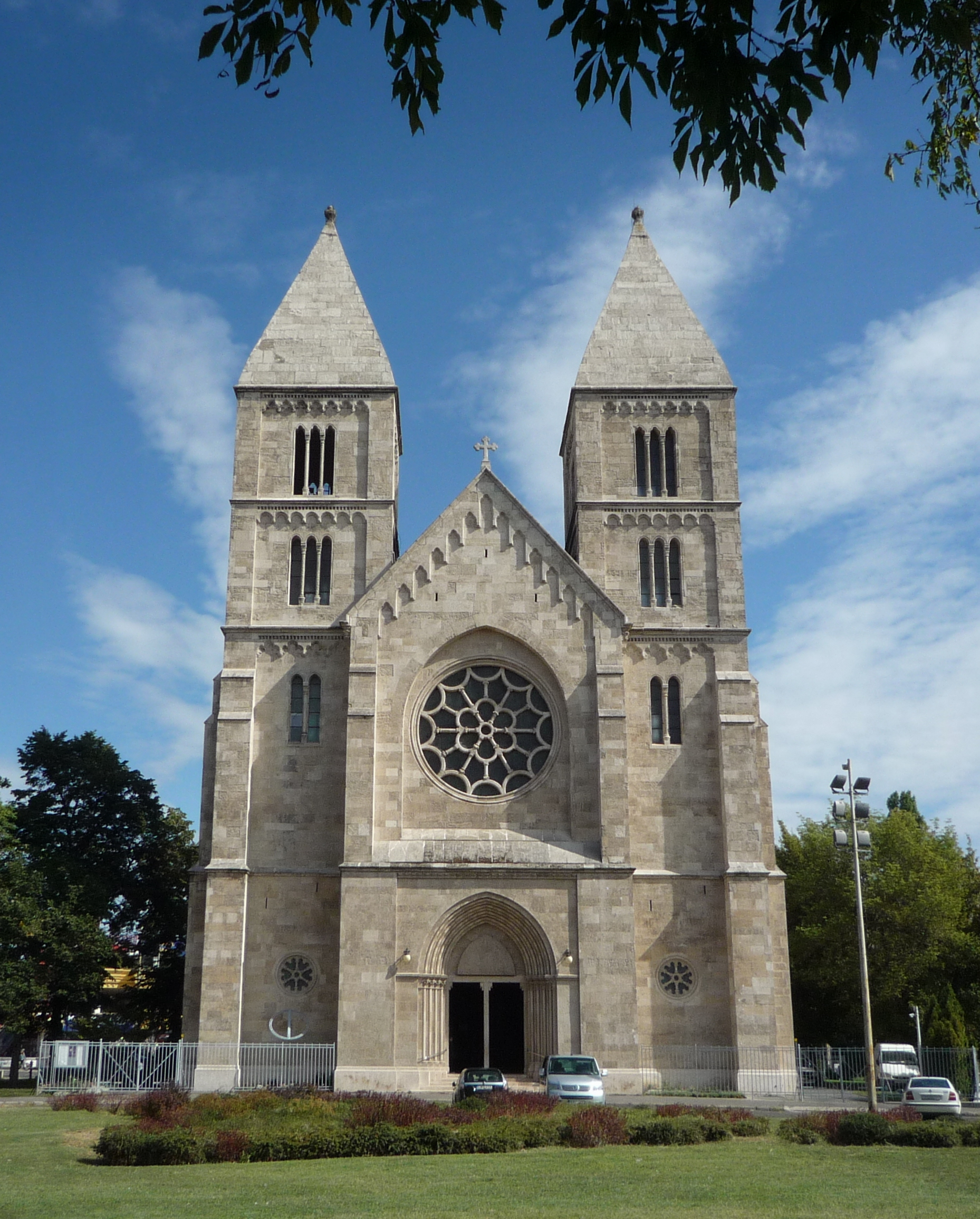
Árpád-házi Szent Margit-templom, Budapest
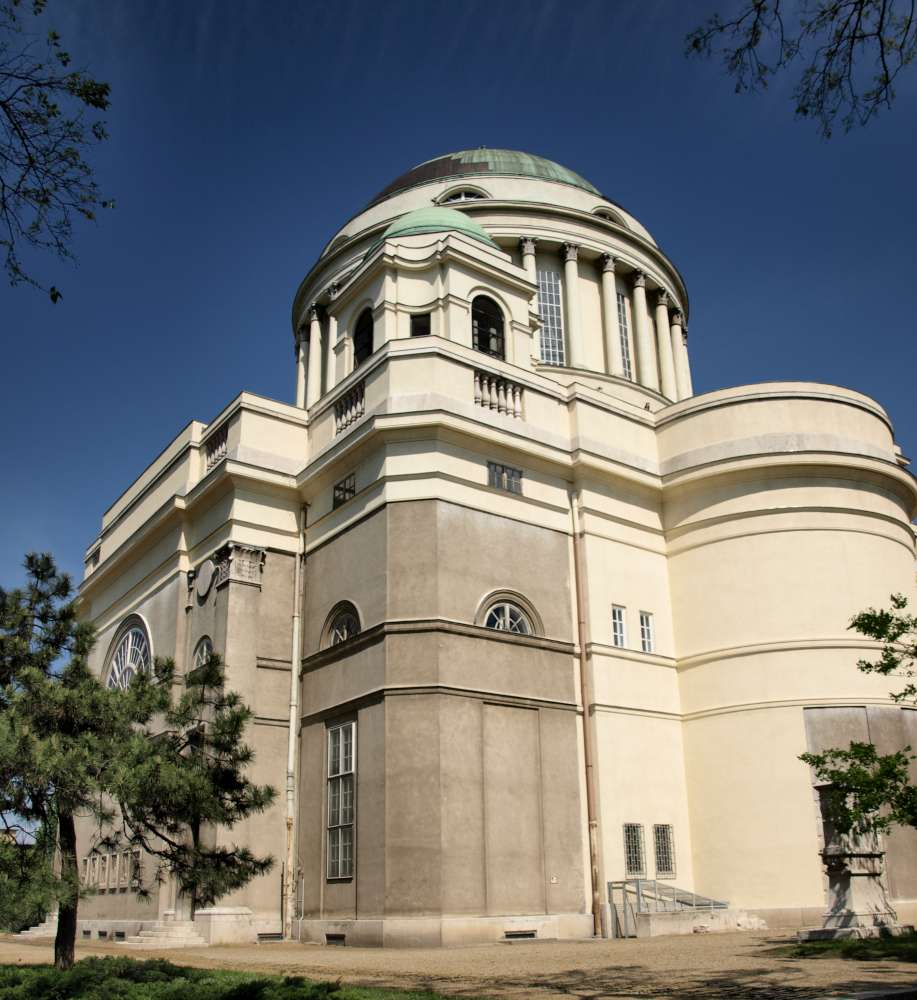
Tisztviselőtelepi Magyarok Nagyasszonya-plébániatemplom, Budapest
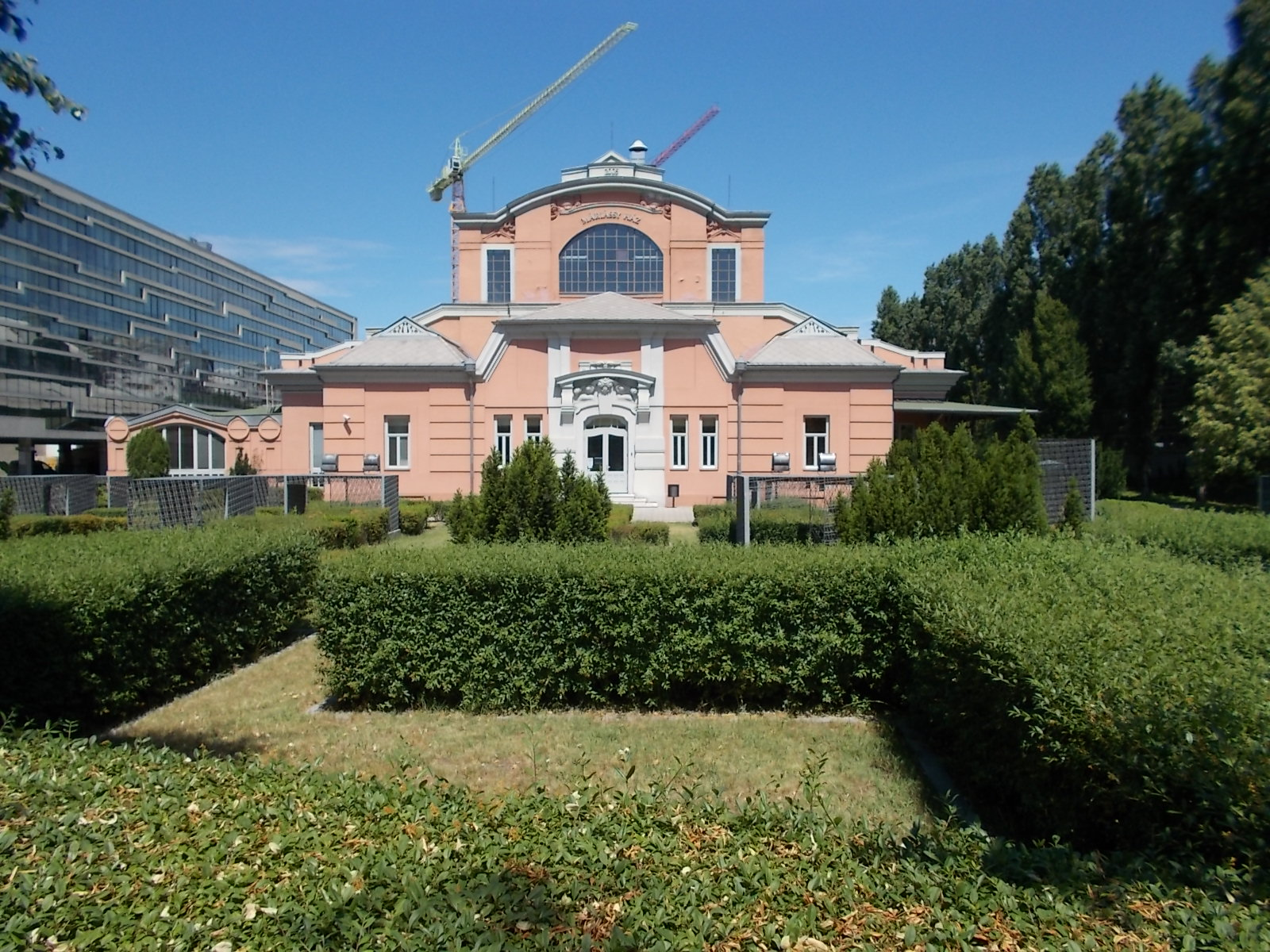
Borjúvásárcsarnok, Budapest
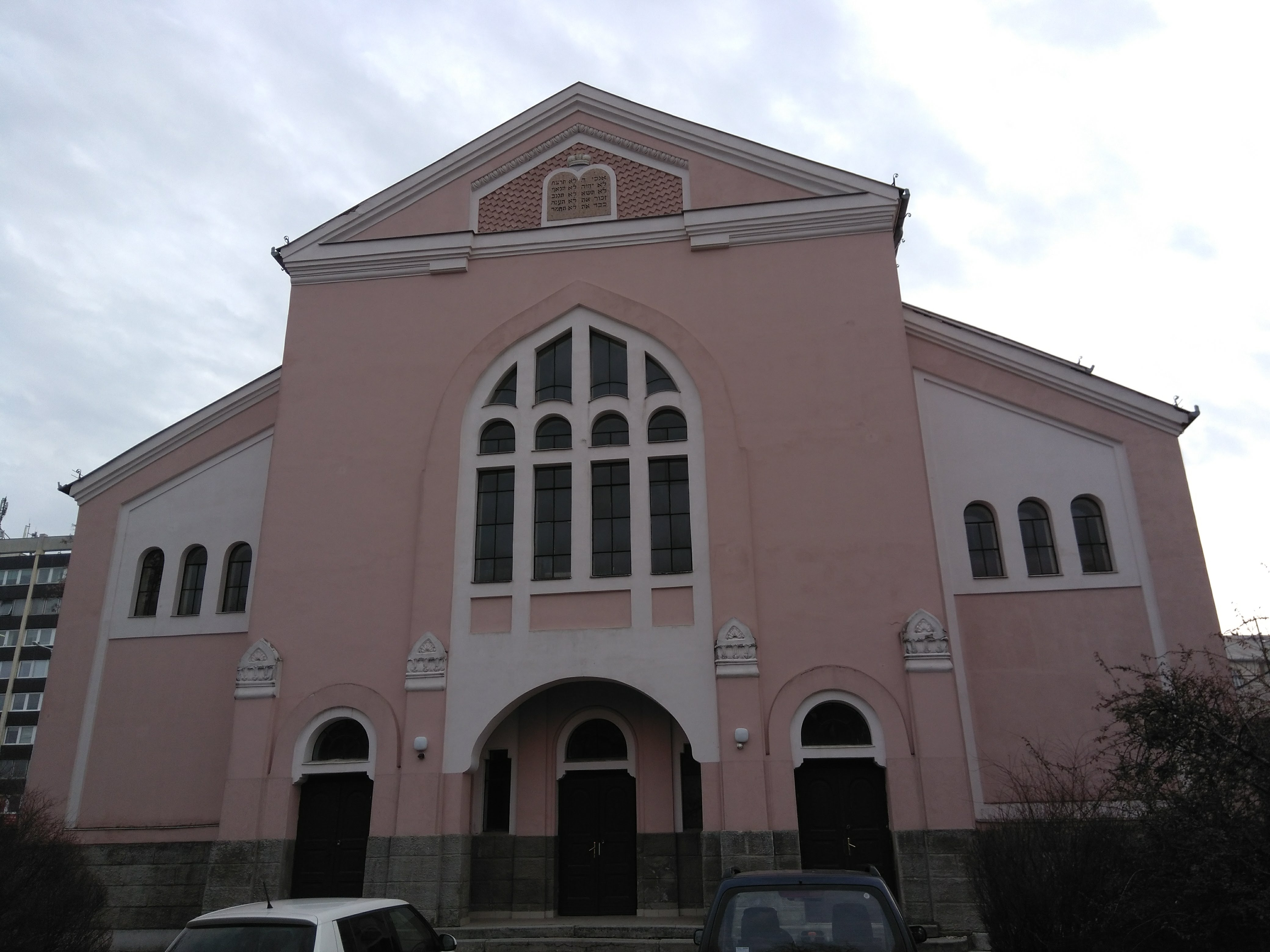
Zsinagóga, Nyíregyház
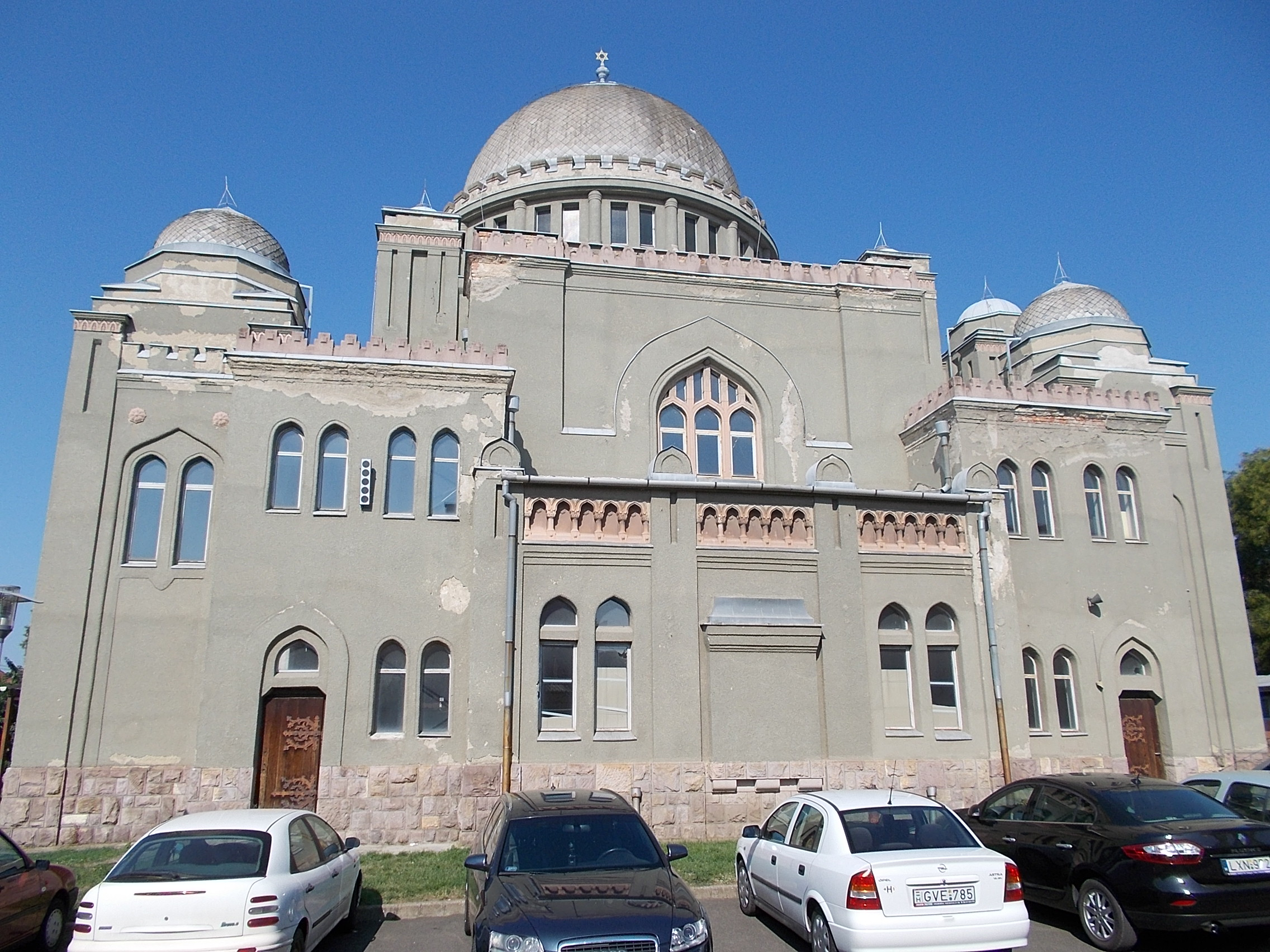
Zsinagóga, Gyöngyös
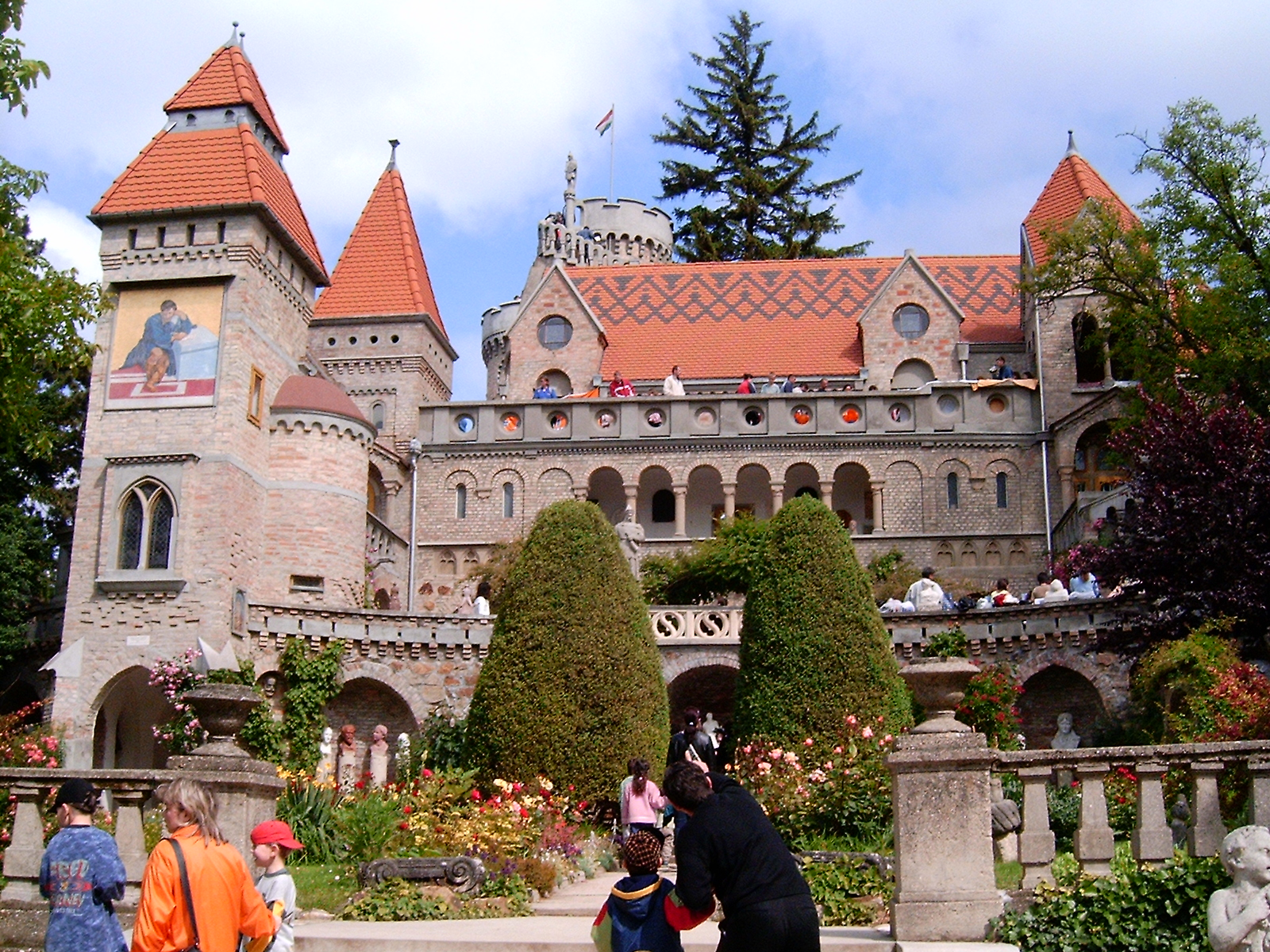
Bory-vár, Székesfehérvár
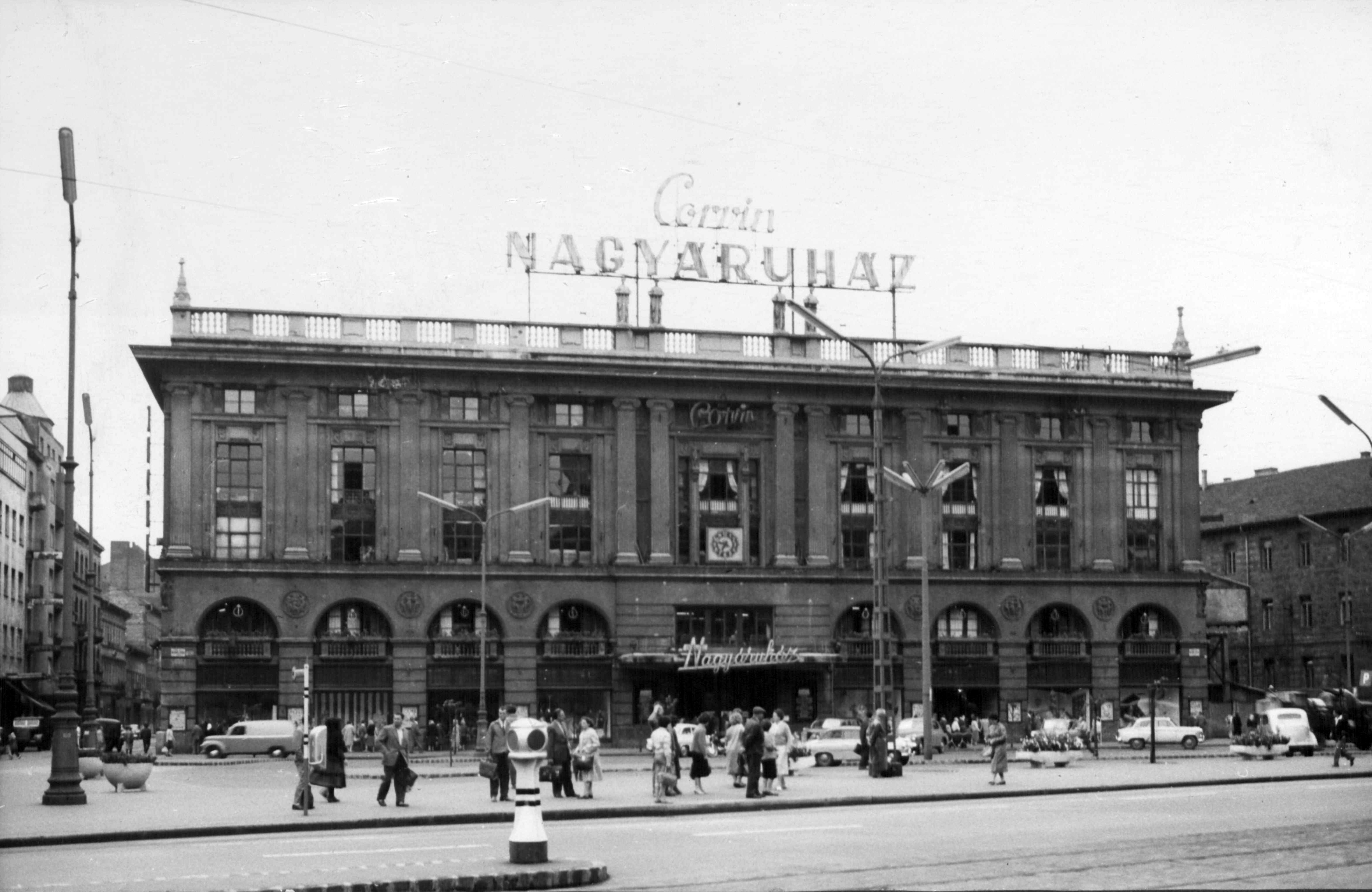
Corvin Áruház (még külső pléhborítás nélkül), Budapest
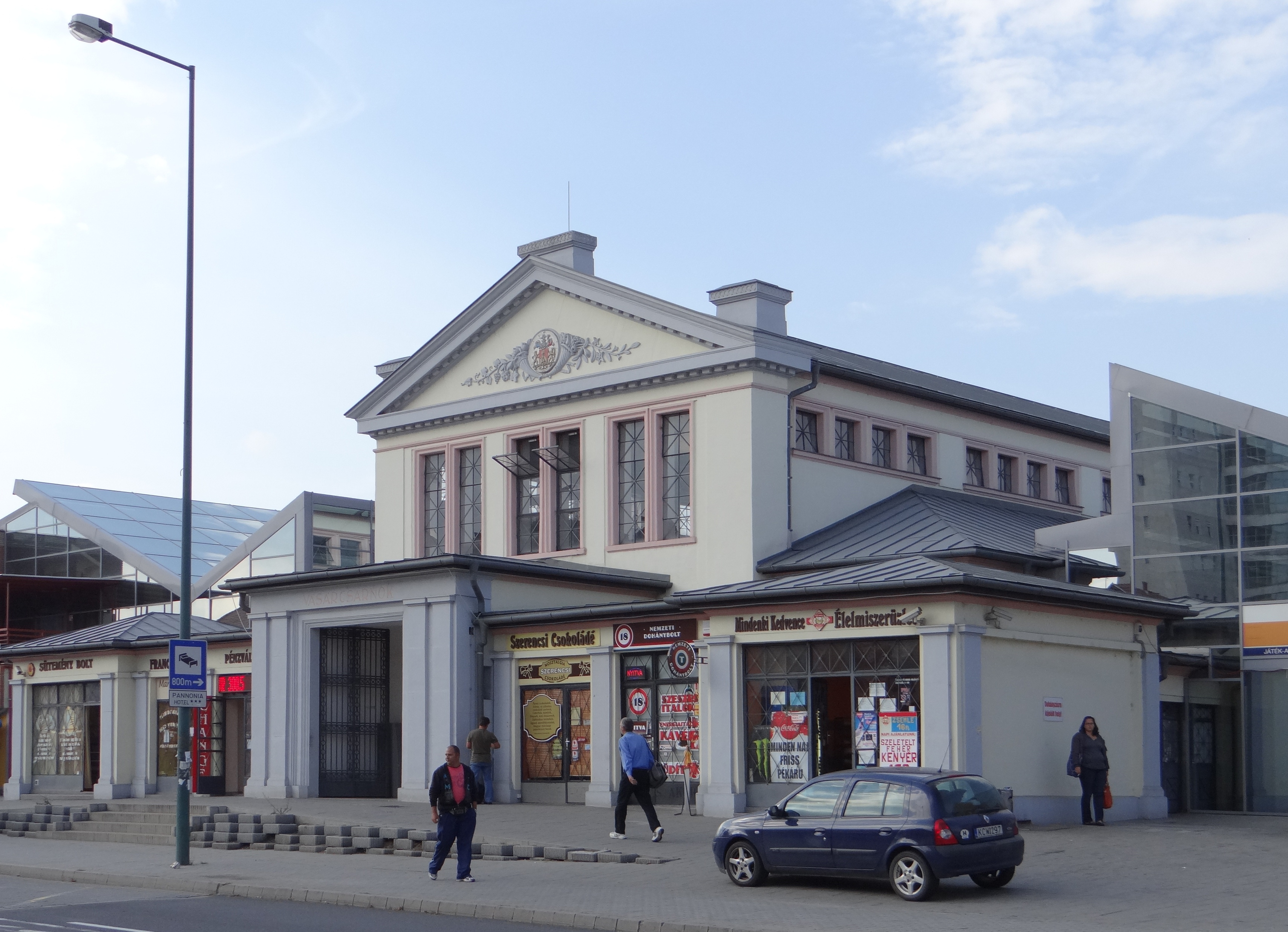
Vásárcsarnok, Miskolc

## Egyéb hivatkozások
- Építészetünk a két világháború között In: szerk. Kollega Tarsoly István, Bekény István, és Dányi Dezső: Magyarország a XX. században, Babits Kiadó, Szekszárd, 1996–2000, ISBN 963-9015-08-3, III. kötet, 1998, 133-144. o.
- Új eklektikus irányzatok In: Pamer Nóra: Magyar építészet a két világháború között, Műszaki Könyvkiadó, Budapest, 1986, ISBN 963-10-6505-7, 11-39. o.
- Déry Attila – Merényi Ferenc: Magyar Építészet 1867–1945, Urbino Kft., Szekszárd, 2005, ISBN 963-00-3490-5, 173-195. o.
- Kiss Attila: Az új historizmus In: Bolla Zoltán: Újlipótváros építészete 1861–1945. Budapest: Ariton Kft. 2019.  ISBN 9786150058528 , 41-43. o.